# Nordische Skiweltmeisterschaften 2011

Logo WM Oslo 2011

Die 48. Nordischen Skiweltmeisterschaften 2011 fanden vom 23. Februar bis 6. März 2011 in der norwegischen Hauptstadt Oslo am Holmenkollen statt.
Für die Skispringerinnen sollte nach ihrem Einzelwettkampf-Debüt bei den Weltmeisterschaften 2009 ein Teamwettbewerb eingeführt werden, dies wurde jedoch im März 2009 abgelehnt. Ausgetragen wurde dagegen ein zweites Mannschaftsspringen für die Männer, das in Vergangenheit immer wieder mal auf dem Programm gestanden hatte oder aber gestrichen worden war. In der Nordischen Kombination entfiel der Massenstart-Wettbewerb, dafür gab es mit dem Springen von der Normalschanze einen zweiten Mannschafts-Wettkampf.
Gastgeber Norwegen war mit acht Goldmedaillen – alle in Langlaufwettbewerben – die erfolgreichste Nation und stellte mit diesem Ergebnis eine neue Bestmarke bei Nordischen Skiweltmeisterschaften auf. Allerdings hatte es vorher auch nie so viele Wettbewerbe gegeben wie diesmal. Sämtliche Skisprungwettkämpfe sowie die Teambewerbe in der Nordischen Kombination wurden von österreichischen Athleten gewonnen.
Erfolgreichste Teilnehmerin war die norwegische Langläuferin Marit Bjørgen mit drei Einzel-Goldmedaillen und einer in der Staffel. Dazu gab es noch eine Silbermedaille. Langläufer Petter Northug aus Norwegen gewann zwei Einzeltitel, einen weiteren mit der Staffel und wurde darüber hinaus noch zweimal Vize-Weltmeister. Die österreichischen Skispringer Thomas Morgenstern und Gregor Schlierenzauer wurden je dreimal Weltmeister mit jeweils zwei Titeln in den Mannschaftswettbewerben. Morgenstern gewann außerdem noch eine Silbermedaille in einem Einzelspringen.

## WM-Vergabe
Über den Austragungsort der Weltmeisterschaften wurde am 25. Mai 2006 während des FIS-Kongresses in Vilamoura (Portugal) entschieden. Oslo setzte sich mit zwölf Stimmen gegen Val di Fiemme / Italien (vier Stimmen) und Zakopane / Polen (keine Stimme) durch. Oslo war zuvor bereits viermal – 1930, 1952 (Olympische Spiele, bei denen die nordischen Skiwettbewerbe auch als Weltmeisterschaften gewertet wurden), 1966 und 1982 – Gastgeber von Nordischen Skiweltmeisterschaften gewesen.

## Legende
Kurze Übersicht zur Bedeutung der Symbolik – so üblicherweise auch in sonstigen Veröffentlichungen verwendet:
| DNF | did not finish (nicht im Ziel) |
| DNS | did not start (nicht am Start) |
| LPD | überrundet (lapped)            |

## Medaillenspiegel
| Platz | Nation      | Gold | Silber | Bronze | Gesamt |
| ----- | ----------- | ---- | ------ | ------ | ------ |
| 01    | Norwegen    | 8    | 6      | 6      | 20     |
| 02    | Österreich  | 7    | 2      | 1      | 10     |
| 03    | Schweden    | 2    | 2      | 1      | 5      |
| 04    | Deutschland | 1    | 4      | 3      | 8      |
| 05    | Finnland    | 1    | 1      | 2      | 4      |
| 06    | Frankreich  | 1    | 0      | 1      | 2      |
| 07    | Kanada      | 1    | 0      | 0      | 1      |
| 08    | Polen       | 0    | 2      | 2      | 4      |
| 08    | Russland    | 0    | 2      | 2      | 4      |
| 10    | Italien     | 0    | 2      | 0      | 1      |
| 11    | Slowenien   | 0    | 0      | 2      | 2      |
| 12    | Schweiz     | 0    | 0      | 1      | 1      |

| Platz | Sportler               | Gold | Silber | Bronze | Gesamt |
| ----- | ---------------------- | ---- | ------ | ------ | ------ |
| 01    | Petter Northug         | 3    | 2      | 0      | 5      |
| 02    | Thomas Morgenstern     | 3    | 1      | 0      | 4      |
| 03    | Gregor Schlierenzauer  | 3    | 0      | 0      | 3      |
| 04    | Andreas Kofler         | 2    | 1      | 0      | 2      |
| 05    | Felix Gottwald         | 2    | 0      | 1      | 3      |
| 06    | Bernhard Gruber        | 2    | 0      | 0      | 2      |
| 06    | David Kreiner          | 2    | 0      | 0      | 2      |
| 06    | Mario Stecher          | 2    | 0      | 0      | 2      |
| 06    | Martin Koch            | 2    | 0      | 0      | 2      |
| 10    | Eric Frenzel           | 1    | 2      | 1      | 3      |
| 11    | Marcus Hellner         | 1    | 1      | 0      | 2      |
| 11    | Eldar Rønning          | 1    | 1      | 0      | 2      |
| 13    | Tord Asle Gjerdalen    | 1    | 0      | 1      | 2      |
| 13    | Martin Johnsrud Sundby | 1    | 0      | 1      | 2      |
| 15    | Matti Heikkinen        | 1    | 0      | 0      | 1      |
| 15    | Jason Lamy Chappuis    | 1    | 0      | 0      | 1      |
| 15    | Devon Kershaw          | 1    | 0      | 0      | 1      |
| 15    | Alex Harvey            | 1    | 0      | 0      | 1      |
| 19    | Tino Edelmann          | 0    | 3      | 0      | 3      |
| 19    | Johannes Rydzek        | 0    | 3      | 0      | 3      |
| 21    | Maxim Wylegschanin     | 0    | 2      | 0      | 2      |
| 21    | Björn Kircheisen       | 0    | 2      | 0      | 2      |
| 21    | Anders Jacobsen        | 0    | 2      | 0      | 2      |
| 21    | Anders Bardal          | 0    | 2      | 0      | 2      |
| 21    | Tom Hilde              | 0    | 2      | 0      | 2      |
| 26    | Ola Vigen Hattestad    | 0    | 1      | 0      | 1      |
| 26    | Daniel Rickardsson     | 0    | 1      | 0      | 1      |
| 26    | Johan Olsson           | 0    | 1      | 0      | 1      |
| 26    | Anders Södergren       | 0    | 1      | 0      | 1      |
| 26    | Bjørn Einar Romøren    | 0    | 1      | 0      | 1      |
| 26    | Johan Remen Evensen    | 0    | 1      | 0      | 1      |
| 32    | Mikko Kokslien         | 0    | 0      | 2      | 1      |
| 32    | Håvard Klemetsen       | 0    | 0      | 2      | 1      |
| 32    | Jan Schmid             | 0    | 0      | 2      | 1      |
| 32    | Magnus Moan            | 0    | 0      | 2      | 1      |
| 36    | Emil Jönsson           | 0    | 0      | 1      | 1      |
| 36    | Ilja Tschernoussow     | 0    | 0      | 1      | 1      |
| 36    | Adam Małysz            | 0    | 0      | 1      | 1      |
| 36    | Simon Ammann           | 0    | 0      | 1      | 1      |
| 36    | Alexander Panschinski  | 0    | 0      | 1      | 1      |
| 36    | Nikita Krjukow         | 0    | 0      | 1      | 1      |
| 36    | Jens Filbrich          | 0    | 0      | 1      | 1      |
| 36    | Axel Teichmann         | 0    | 0      | 1      | 1      |
| 36    | Franz Göring           | 0    | 0      | 1      | 1      |
| 36    | Tobias Angerer         | 0    | 0      | 1      | 1      |
| 36    | Martin Schmitt         | 0    | 0      | 1      | 1      |
| 36    | Michael Neumayer       | 0    | 0      | 1      | 1      |
| 36    | Michael Uhrmann        | 0    | 0      | 1      | 1      |
| 36    | Severin Freund         | 0    | 0      | 1      | 1      |
| 36    | Peter Prevc            | 0    | 0      | 1      | 1      |
| 36    | Jurij Tepeš            | 0    | 0      | 1      | 1      |
| 36    | Jernej Damjan          | 0    | 0      | 1      | 1      |
| 36    | Robert Kranjec         | 0    | 0      | 1      | 1      |

| Platz | Sportler                   | Gold | Silber | Bronze | Gesamt |
| ----- | -------------------------- | ---- | ------ | ------ | ------ |
| 01    | Marit Bjørgen              | 4    | 1      | 0      | 5      |
| 02    | Therese Johaug             | 2    | 0      | 1      | 3      |
| 03    | Ida Ingemarsdotter         | 1    | 1      | 0      | 2      |
| 03    | Charlotte Kalla            | 1    | 1      | 0      | 2      |
| 05    | Daniela Iraschko           | 1    | 0      | 0      | 1      |
| 05    | Vibeke Skofterud           | 1    | 0      | 0      | 1      |
| 05    | Kristin Størmer Steira     | 1    | 0      | 0      | 1      |
| 08    | Justyna Kowalczyk          | 0    | 2      | 1      | 3      |
| 09    | Aino-Kaisa Saarinen        | 0    | 1      | 2      | 3      |
| 10    | Krista Lähteenmäki         | 0    | 1      | 1      | 2      |
| 11    | Arianna Follis             | 0    | 1      | 0      | 1      |
| 11    | Elena Runggaldier          | 0    | 1      | 0      | 1      |
| 11    | Anna Haag                  | 0    | 1      | 0      | 1      |
| 11    | Britta Johansson Norgren   | 0    | 1      | 0      | 1      |
| 15    | Petra Majdič               | 0    | 0      | 1      | 1      |
| 15    | Coline Mattel              | 0    | 0      | 1      | 1      |
| 15    | Maiken Caspersen Falla     | 0    | 0      | 1      | 1      |
| 15    | Astrid Uhrenholdt Jacobsen | 0    | 0      | 1      | 1      |
| 15    | Pirjo Muranen              | 0    | 0      | 1      | 1      |
| 15    | Riitta-Liisa Roponen       | 0    | 0      | 1      | 1      |

## Resultate Langlauf Männer

### Sprint Freistil

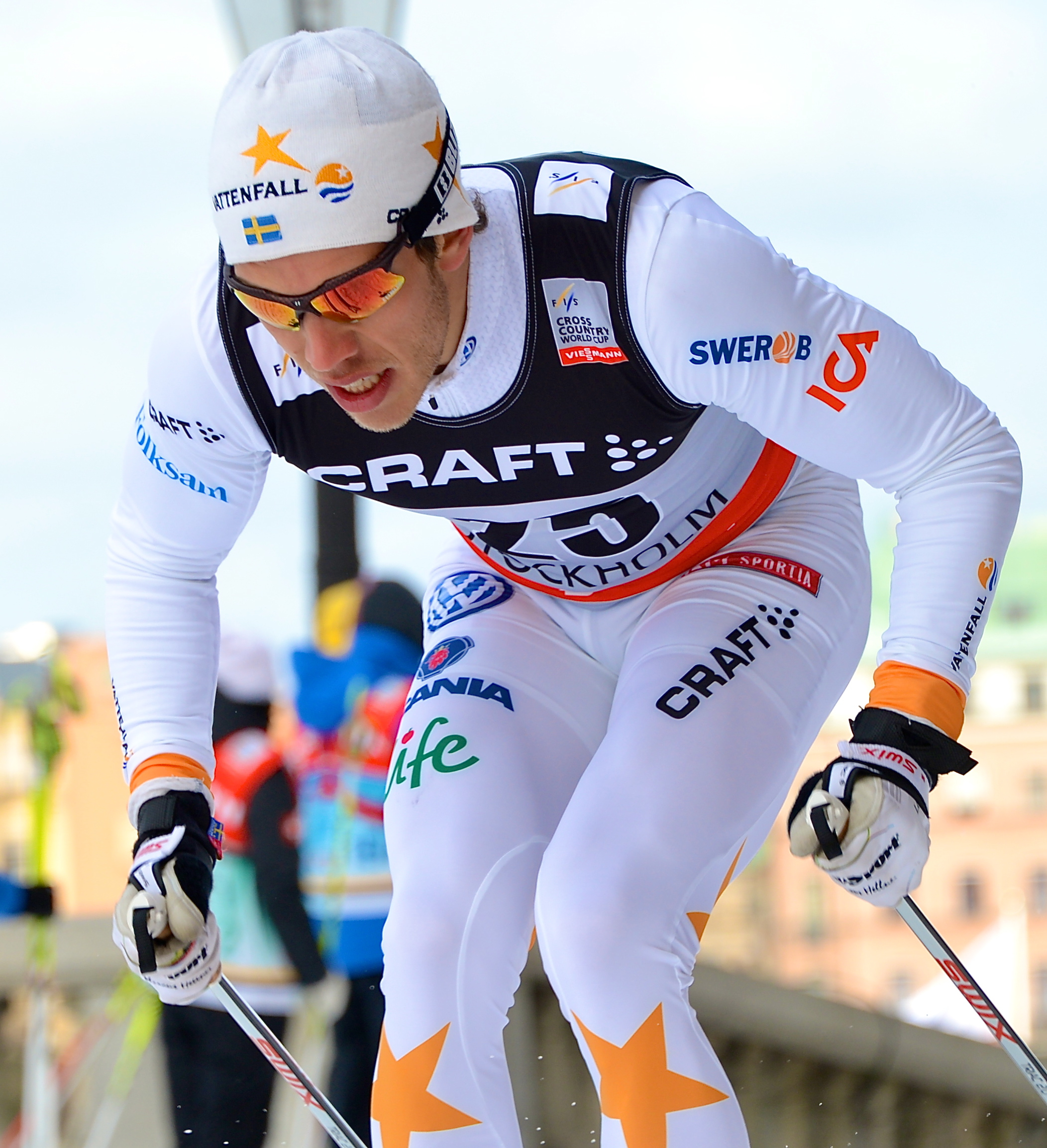
Knapper Sieg für Marcus Hellner

| Platz | Sportler            | Zeit / Rückstand |
| ----- | ------------------- | ---------------- |
| 1     | Marcus Hellner      | 02:57,4 min      |
| 2     | Petter Northug      | +0,7 s0          |
| 3     | Emil Jönsson        | +1,2 s0          |
| 4     | Ola Vigen Hattestad | +2,4 s0          |
| 5     | Jesper Modin        | +3,1 s0          |
| 6     | Peeter Kümmel       | +4,1 s0          |
| 7     | Alex Harvey         |                  |
| 8     | Nikolai Morilow     |                  |
| 9     | Dario Cologna       |                  |
| 10    | Andrew Newell       |                  |
| 11    | Martin Jäger        |                  |
| ...   | ...                 | ...              |
| 21    | Bernhard Tritscher  |                  |
| 27    | Daniel Heun         |                  |
| 29    | Tim Tscharnke       |                  |

Weltmeister 2009:  Ola Vigen Hattestad
Olympiasieger 2010:  Nikita Krjukow
Datum: 24. Februar 2011
Nicht für die Finalläufe qualifiziert (Platz in der Qualifikation):
 Jöri Kindschi (38.)
 Josef Wenzl (39.)
 Christoph Eigenmann (40.)
 Hannes Dotzler (45.)
 Harald Wurm (53.)
 Markus Bader (54.)
 Max Hauke (55.)

### Team-Sprint klassisch
| Platz | Land        | Sportler                             | Zeit / Rückstand |
| ----- | ----------- | ------------------------------------ | ---------------- |
| 1     | Kanada      | Devon Kershaw Alex Harvey            | 0019:10,0 min    |
| 2     | Norwegen    | Petter Northug Ola Vigen Hattestad   | 0+0,2 s          |
| 3     | Russland    | Alexander Panschinski Nikita Krjukow | 0+0,5 s          |
| 4     | Deutschland | Jens Filbrich Tim Tscharnke          | 0+0,9 s          |
| 5     | Finnland    | Sami Jauhojärvi Ville Nousiainen     | 0+1,1 s          |
| 6     | Kasachstan  | Denis Wolotka Alexei Poltoranin      | +11,5 s0         |
| 7     | Schweden    | Jesper Modin Emil Jönsson            | +12,0 s0         |
| 8     | Frankreich  | Jean-Marc Gaillard Cyril Miranda     | +22,4 s          |
| 9     | Italien     | Renato Pasini Loris Frasnelli        | +29,1 s          |
| 10    | USA         | Torin Koos Andrew Newell             | +51,6 s          |

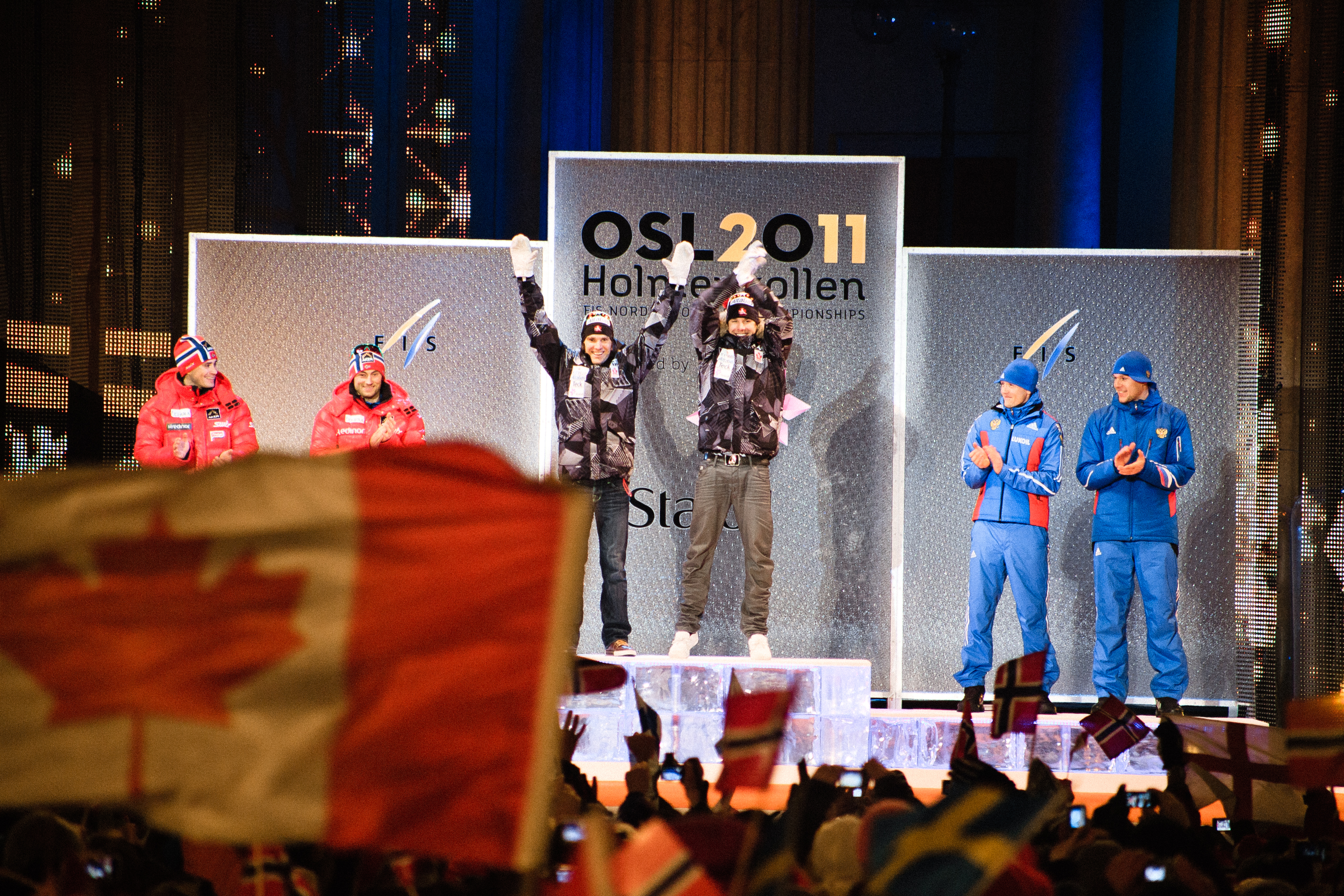
Siegerpodium des Männer-Teamsprints

Weltmeister 2009:  (Øystein Pettersen – Petter Northug)
Olympiasieger 2010:  (Johan Kjølstad – Ola Vigen Hattestad)
Datum: 2. März 2011
Das österreichische Duo Max Hauke / Aurelius Herburger klassierte sich auf Rang vierzehn.

### 15 km klassisch
| Platz | Sportler               | Zeit / Rückstand |
| ----- | ---------------------- | ---------------- |
| 1     | Matti Heikkinen        | 038:14,7 min     |
| 2     | Eldar Rønning          | +13,3 s          |
| 3     | Martin Johnsrud Sundby | +31,9 s          |
| 4     | Stanislaw Wolschenzew  | +36,6 s          |
| 5     | Sami Jauhojärvi        | +44,2 s          |
| 6     | Maurice Manificat      | +48,8 s          |
| 7     | Lukáš Bauer            | +55,0 s          |
| 8     | Ville Nousiainen       | +56,3 s          |
| 9     | Tobias Angerer         | +1:10,1 min      |
| 10    | Maxim Wylegschanin     | +1:11,0 min      |
| …     | …                      | …                |
| 13    | Axel Teichmann         | +1:28,1 min      |
| 25    | Dario Cologna          | +2:11,8 min      |
| 47    | Hannes Dotzler         | +3:29,2 min      |

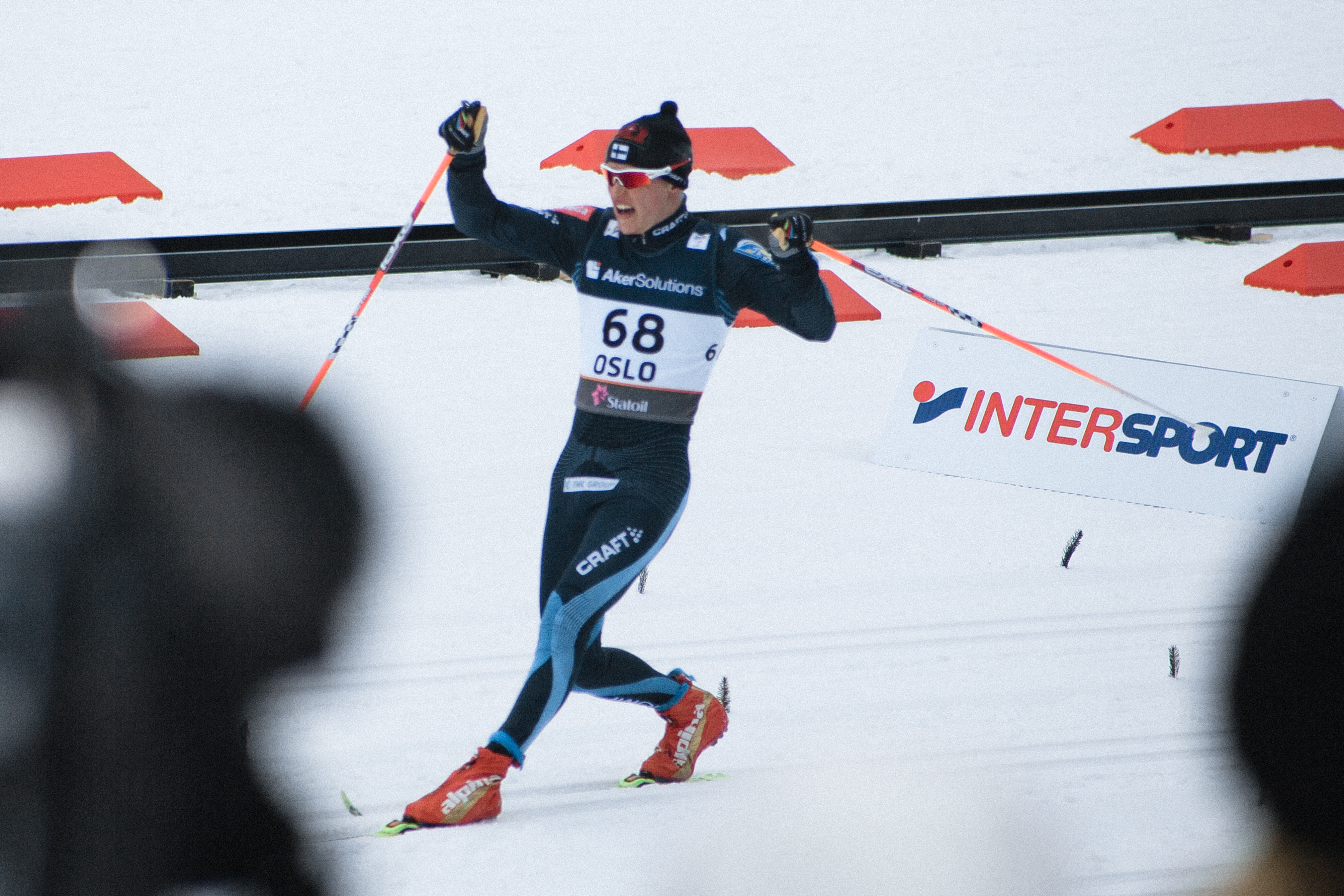
Weltmeister Matti Heikkinen bei seiner Zielankunft

Weltmeister 2009 (klassisch):  Andrus Veerpalu
Olympiasieger 2010 (Freistil):  Dario Cologna
Datum: 1. März 2011
Es war das erste Gold für Finnlands Herren im Langlauf seit dem Dopingskandal 2001.

### 30 km Skiathlon
| Platz | Sportler               | Zeit / Rückstand |
| ----- | ---------------------- | ---------------- |
| 1     | Petter Northug         | 1:14:10,4 h00    |
| 2     | Maxim Wylegschanin     | +0,7 s           |
| 3     | Ilja Tschernoussow     | +1,2 s           |
| 4     | Sjarhej Dalidowitsch   | +2,6 s           |
| 5     | Martin Johnsrud Sundby | +3,1 s           |
| 6     | Marcus Hellner         | +3,1 s           |
| 7     | Roland Clara           | +5,4 s           |
| 8     | Tobias Angerer         | +6,5 s           |
| 9     | Devon Kershaw          | +6,5 s           |
| 10    | Giorgio Di Centa       | +9,4 s           |
| 11    | Franz Göring           | +10,1 s          |
| ...   | ...                    | ...              |
| 24    | Dario Cologna          | +54,2 s          |
| 30    | Jens Filbrich          | +2:10,8 min      |
| 33    | Remo Fischer           | +2:55,7 min      |
| 36    | Tom Reichelt           | +3:01,0 min      |
| 40    | Jürgen Pinter          | +3:26,3 min      |
| 54    | Toni Livers            | +5:55,9 min      |

Weltmeister 2009:  Petter Northug
Olympiasieger 2010:  Marcus Hellner
Datum: 27. Februar 2011

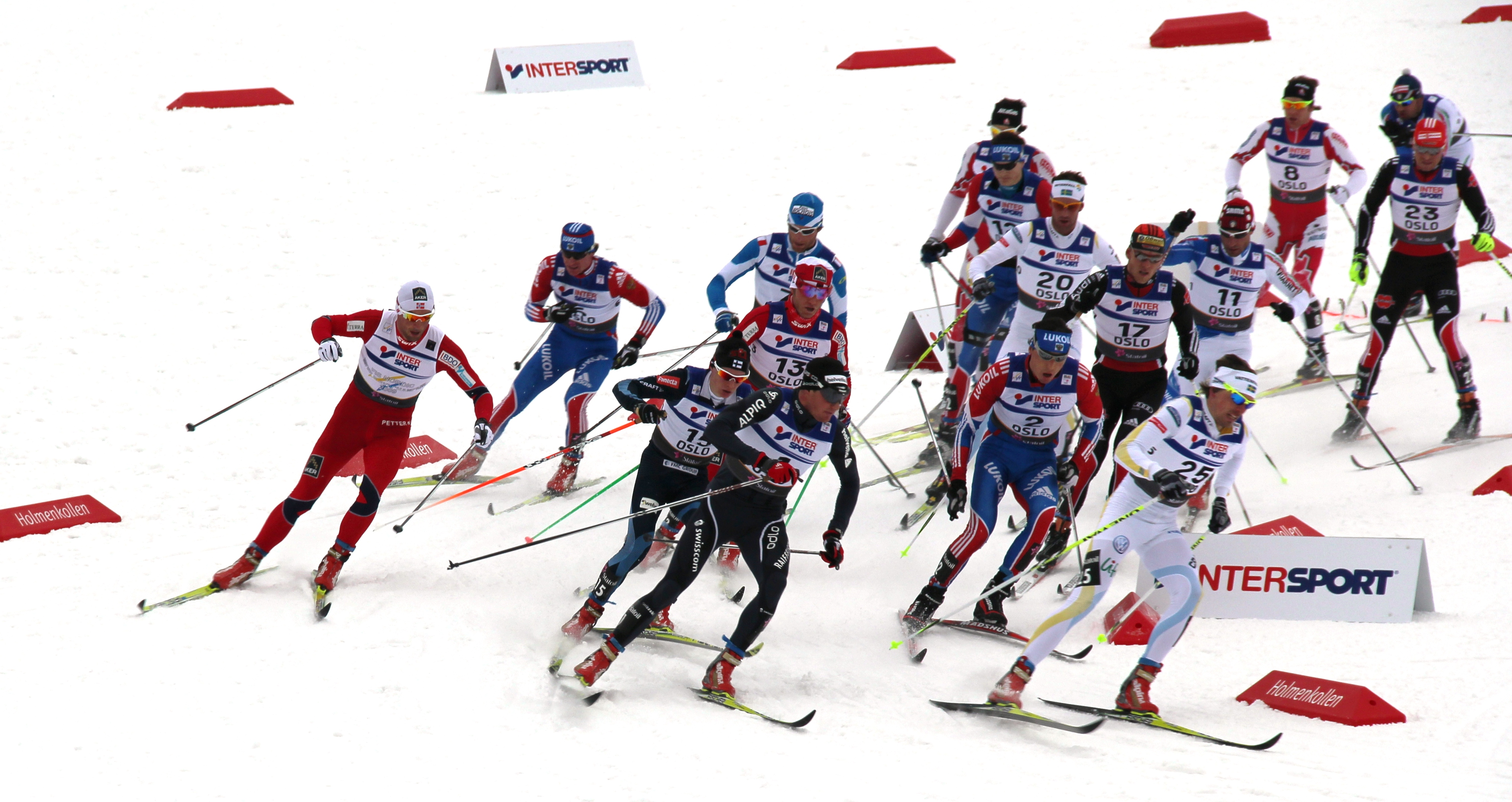
Ein noch dicht gedrängtes Feld im Skiathlon

Sowohl zwischen Martin Johnsrud Sundby und Marcus Hellner als auch zwischen Tobias Angerer und Devon Kershaw gab es jeweils Zielfotoentscheidungen.

### 50 km Freistil
| Platz | Sportler             | Zeit / Rückstand |
| ----- | -------------------- | ---------------- |
| 1     | Petter Northug       | 2:08:09,0 h00    |
| 2     | Maxim Wylegschanin   | 00+1,7 s         |
| 3     | Tord Asle Gjerdalen  | 00+6,3 s         |
| 4     | Sjur Røthe           | 00+8,0 s         |
| 5     | Alex Harvey          | 00+8,2 s         |
| 6     | Tobias Angerer       | 00+8,2 s         |
| 7     | Daniel Rickardsson   | 00+8,5 s         |
| 8     | Juha Lallukka        | 0+10,4 s         |
| 9     | Giorgio Di Centa     | 0+24,9 s         |
| 10    | Sjarhej Dalidowitsch | 0+26,9 s         |
| ...   | ...                  | ...              |
| 18    | Tom Reichelt         | 0+1:22,2 min     |
| 20    | Dario Cologna        | 0+1:49,7 min     |
| 27    | Franz Göring         | 0+3:40,4 min     |
| 34    | Tim Tscharnke        | 0+5:58,3 min     |
| 34    | Remo Fischer         | 0+7:20,3 min     |
| 44    | Curdin Perl          | 0+9:18,0 min     |
| 47    | Jürgen Pinter        | +10:10,8 min     |
| 48    | Bernhard Tritscher   | +10:51,7 min     |
| 55    | Toni Livers          | +13:03,2 min     |
| 60    | Thomas Grader        | +16:09,2 min     |
| 64    | Johannes Dürr        | +21:56,1 min     |

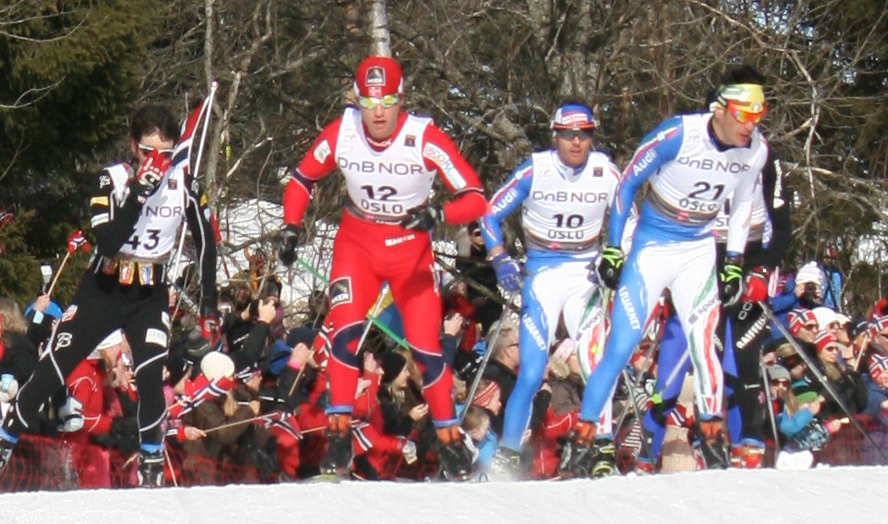
Anfangsphase des Rennens
Ein noch eng geschlossenes Teilnehmerfeld
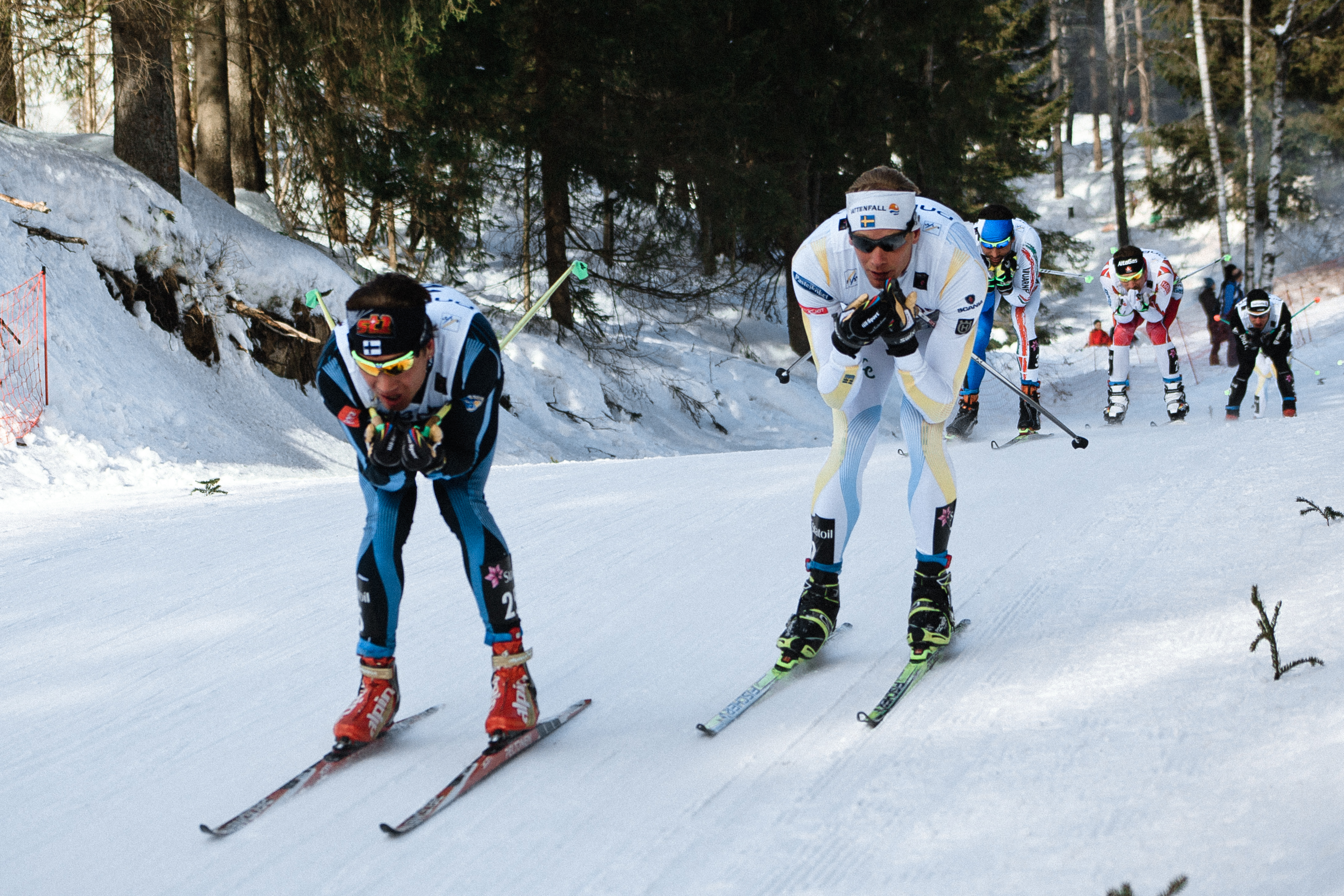
Ville Nousiainen und Daniel Rickardsson

Weltmeister 2009 (Freistil):  Petter Northug
Olympiasieger 2010 (klassisch):  Petter Northug
Datum: 6. März 2011
Zwischen Sjur Røthe, Alex Harvey und Tobias Angerer gab es eine Zielfotoentscheidung.

### 4 × 10-km-Staffel
| Platz | Land           | Sportler                                                                     | Zeit / Rückstand |
| ----- | -------------- | ---------------------------------------------------------------------------- | ---------------- |
| 1     | Norwegen       | Petter Northug Eldar Rønning Tord Asle Gjerdalen Martin Johnsrud Sundby      | 1:40:10,2 h      |
| 2     | Schweden       | Marcus Hellner Daniel Rickardsson Johan Olsson Anders Södergren              | 00+1,3 s         |
| 3     | Deutschland    | Jens Filbrich Axel Teichmann Franz Göring Tobias Angerer                     | 00+5,7 s         |
| 4     | Finnland       | Juha Lallukka Matti Heikkinen Ville Nousiainen Sami Jauhojärvi               | 0+15,0 s         |
| 5     | Italien        | Giorgio Di Centa Pietro Piller Cottrer Valerio Checchi Roland Clara          | 0+31,3 s         |
| 6     | Japan          | Masaya Kimura Kōhei Shimizu Keishin Yoshida Nobu Naruse                      | 0+1:39,2 min     |
| 7     | Russland       | Stanislaw Wolschenzew Maxim Wylegschanin Alexander Legkow Ilja Tschernoussow | 0+2:36,1 min     |
| 8     | Tschechien     | Lukáš Bauer Martin Jakš Jiří Magál Martin Koukal                             | 0+2:58,0 min     |
| 9     | Schweiz        | Curdin Perl Remo Fischer Toni Livers Dario Cologna                           | 0+3:10,7 min     |
| 10    | Estland        | Jaak Mae Karel Tammjärv Aivar Rehemaa Algo Kärp                              | +3:11,1 min      |
| 11    | Frankreich     | Jean-Marc Gaillard Maurice Manificat Vincent Vittoz Robin Duvillard          | 0+4:49,1 min     |
| 12    | Kanada         | Stefan Kuhn Len Väljas Ivan Babikov George Grey                              | 0+5:01,9 min     |
| 13    | Kasachstan     | Sergei Tscherepanow Alexei Poltaranin Gennadi Matwijenko Jewgeni Welitschko  | 0+5:10,7 min     |
| 14    | USA            | Andrew Newell Kris Freeman Noah Hoffman Tad Elliott                          | 0+6:54,8 min     |
| 15    | Großbritannien | Andrew Musgrave Simon James Platt Callum Smith Andrew Young                  | LPD              |
| 16    | Australien     | Ben Sim Ewan Watson Callum Watson Mark van der Ploeg                         | LPD              |
| 17    | Dänemark       | Asker Fischer Mølgaard Kristian Wulff Jens Hulgaard Lasse Hulgaard           | LPD              |

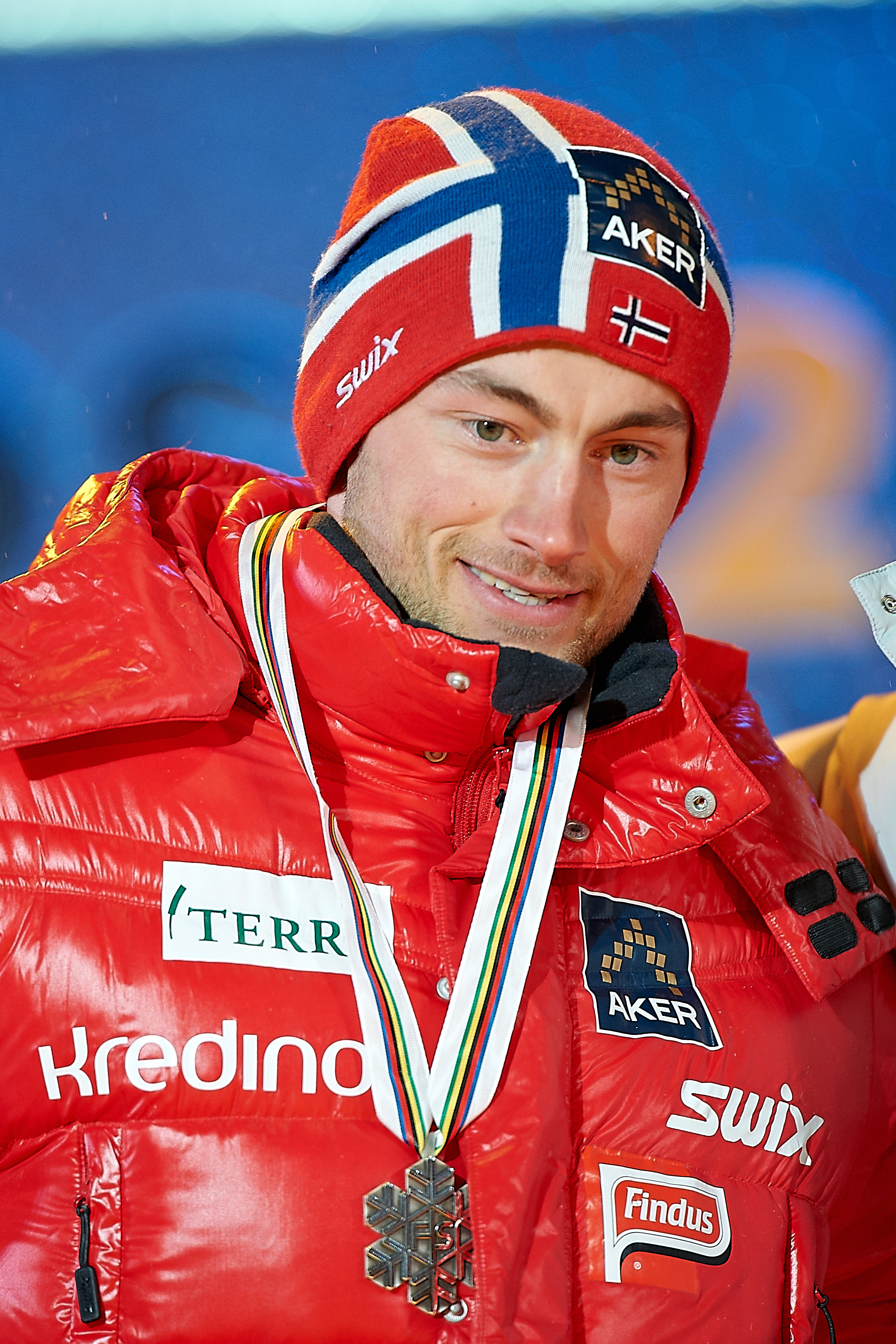
Petter Northug war mit dreimal Gold der erfolgreichste Langläufer und siegte auch mit der Staffel

Weltmeister 2009:  Norwegen (Eldar Rønning, Odd-Bjørn Hjelmeset, Tore Ruud Hofstad, Petter Northug)

Olympiasieger 2010:  Schweden (Daniel Rickardsson, Johan Olsson, Anders Södergren, Marcus Hellner)
Die Staffeln ab Platz fünfzehn wurden nach Überrundungen aus dem Rennen genommen.
Datum: 4. März 2011

## Resultate Langlauf Frauen

### Sprint Freistil
| Platz | Sportlerin                 |
| ----- | -------------------------- |
| 1     | Marit Bjørgen              |
| 2     | Arianna Follis             |
| 3     | Petra Majdič               |
| 4     | Vesna Fabjan               |
| 5     | Justyna Kowalczyk          |
| 6     | Alena Procházková          |
| 7     | Laure Barthélémy           |
| 8     | Charlotte Kalla            |
| 9     | Astrid Uhrenholdt Jacobsen |
| 10    | Hanna Brodin               |
| ...   | ...                        |
| 15    | Nicole Fessel              |
| 22    | Silvana Bucher             |
| 23    | Denise Herrmann            |

Weltmeisterin 2009:  Norwegen
Olympiasiegerin 2010:  Italien
Datum: 24. Februar 2011
Nicht für die Finalläufe qualifiziert (Platz in der Qualifikation):
 Kateřina Smutná (36.)
 Laurien van der Graaff (40.)
 Lucia Anger (43.)
 Hanna Kolb (59.)

### Team-Sprint klassisch
| Platz | Land        | Sportlerinnen                                     | Zeit / Rückstand |
| ----- | ----------- | ------------------------------------------------- | ---------------- |
| 1     | Schweden    | Ida Ingemarsdotter Charlotte Kalla                | 0019:25,0 min    |
| 2     | Finnland    | Aino-Kaisa Saarinen Krista Lähteenmäki            | 0+3,3 s          |
| 3     | Norwegen    | Maiken Caspersen Falla Astrid Uhrenholdt Jacobsen | 0+4,1 s          |
| 4     | Italien     | Arianna Follis Marianna Longa                     | +15,1 s          |
| 5     | Slowenien   | Katja Višnar Petra Majdič                         | +18.5 s          |
| 6     | Kanada      | Perianne Jones Daria Gaiazova                     | +46,9 s          |
| 7     | Deutschland | Stefanie Böhler Nicole Fessel                     | +47,8 s          |
| 8     | Japan       | Masako Ishida Madoka Natsumi                      | +54,1 s          |
| 9     | USA         | Sadie Bjornsen Kikkan Randall                     | +56,5 s          |
| 10    | Russland    | Anastassija Dozenko Julija Iwanowa                | +58,3 s          |

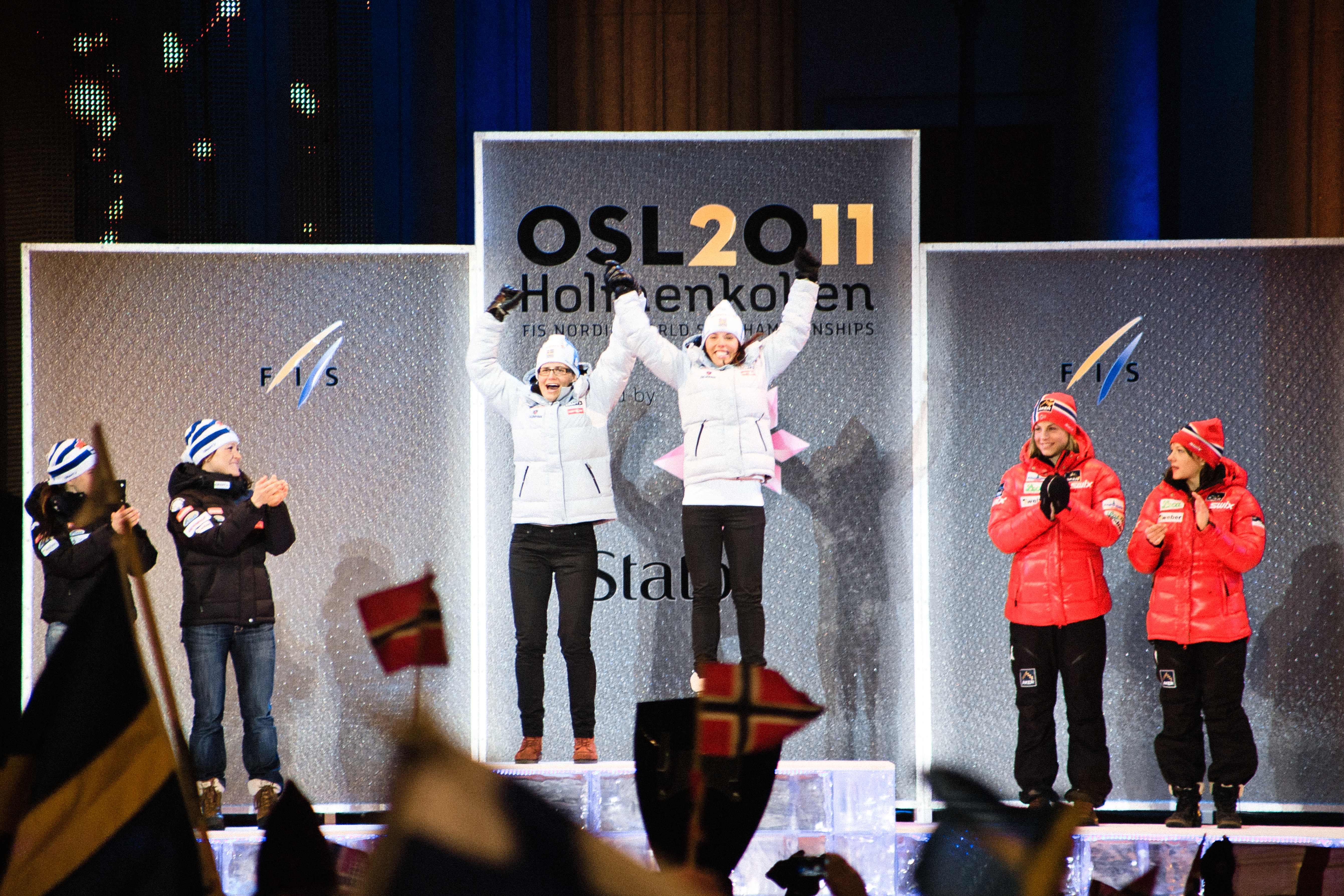
Siegerpodium des Frauen-Teamsprints

Weltmeisterinnen 2009:  (Aino-Kaisa Saarinen – Virpi Kuitunen)
Olympiasiegerinnen 2010:  (Evi Sachenbacher-Stehle – Claudia Nystad)
Datum: 2. März 2011

### 10 km klassisch
| Platz | Sportlerin             | Zeit / Rückstand |
| ----- | ---------------------- | ---------------- |
| 1     | Marit Bjørgen          | 0027:39,3 min    |
| 2     | Justyna Kowalczyk      | 0+4,1 s          |
| 3     | Aino-Kaisa Saarinen    | 0+9,7 s          |
| 4     | Therese Johaug         | +23,7 s          |
| 5     | Krista Lähteenmäki     | +23,9 s          |
| 6     | Pirjo Muranen          | +26,8 s          |
| 7     | Marianna Longa         | +28,9 s          |
| 8     | Kerttu Niskanen        | +49,7 s          |
| 9     | Vibeke Skofterud       | +1:00,9 min      |
| 10    | Kristin Størmer Steira | +1:03,6 min      |
| ...   | ...                    | …                |
| 15    | Kateřina Smutná        | +1:29,5 min      |
| 22    | Katrin Zeller          | +1:57,6 min      |
| 33    | Doris Trachsel         | +2:45,5 min      |
| 42    | Lucia Anger            | +3:07,0 min      |
| 43    | Denise Herrmann        | +3:08,1 min      |

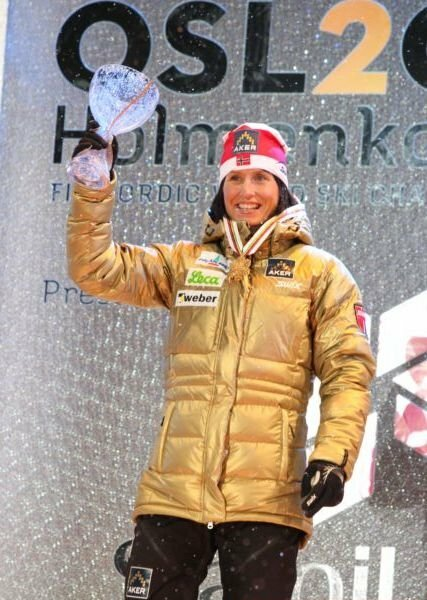
Die erfolgreichste Langläuferin dieser Weltmeisterschaften Marit Bjørgen bei einer Siegerehrung

Weltmeisterin 2009 (klassisch):  Aino-Kaisa Saarinen
Olympiasiegerin 2010 (Freistil):  Charlotte Kalla
Datum: 28. Februar 2011

### 15 km Skiathlon
| Platz | Sportlerin              | Zeit / Rückstand |
| ----- | ----------------------- | ---------------- |
| 1     | Marit Bjørgen           | 0038:08,6 min    |
| 2     | Justyna Kowalczyk       | 0+7,5 s          |
| 3     | Therese Johaug          | 0 +8,8 s         |
| 4     | Charlotte Kalla         | +53,9 s          |
| 5     | Marianna Longa          | +1:08,4 min      |
| 6     | Maria Rydqvist          | +1:08,8 min      |
| 7     | Nicole Fessel           | +1:08,8 min      |
| 8     | Aino-Kaisa Saarinen     | +1:11,3 min      |
| 9     | Kristin Størmer Steira  | +1:16,0 min      |
| 10    | Anna Haag               | +1:38,2 min      |
| ...   | ...                     | ...              |
| 13    | Evi Sachenbacher-Stehle | +1:57,2 min      |
| 16    | Katrin Zeller           | +2:02,4 min      |
| 40    | Stefanie Böhler         | +4:30,3 min      |

Weltmeisterin 2009:  Justyna Kowalczyk
Olympiasiegerin 2010:  Marit Bjørgen
Datum: 26. Februar 2011

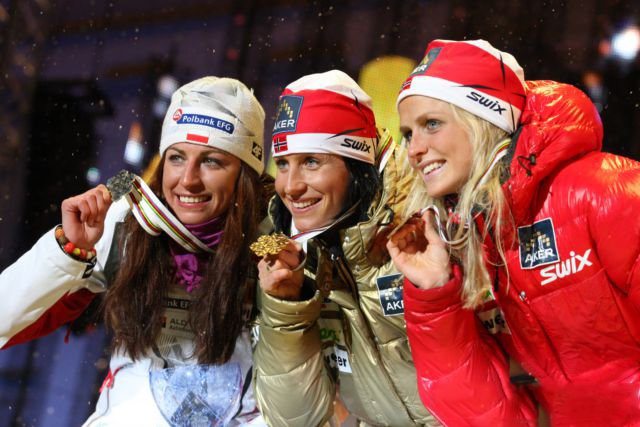
Die Medaillengewinnerinnen des 15-km-Skiathlons

Zwischen Maria Rydqvist und Nicole Fessel gab es eine Zielfotoentscheidung.

### 30 km Freistil
| Platz | Sportlerin                 | Zeit / Rückstand |
| ----- | -------------------------- | ---------------- |
| 1     | Therese Johaug             | 1:23:45,1 h00    |
| 2     | Marit Bjørgen              | +44,0 s          |
| 3     | Justyna Kowalczyk          | +1:34,0 min      |
| 4     | Charlotte Kalla            | +2:05,5 min      |
| 5     | Kristin Størmer Steira     | +2:20,8 min      |
| 6     | Vibeke Skofterud           | +2:36,4 min      |
| 7     | Nicole Fessel              | +3:03,9 min      |
| 8     | Marianna Longa             | +3:09,8 min      |
| 9     | Antonella Confortola Wyatt | +3:10,2 min      |
| 10    | Anna Haag                  | +3:11,4 min      |
| ...   | …                          | …                |
| 12    | Katrin Zeller              | +4:00,7 min      |
| 13    | Evi Sachenbacher-Stehle    | +4:32,8 min      |
| 19    | Silvana Bucher             | +7:14,8 min      |
| 39    | Denise Herrmann            | +11:25,5 min0    |

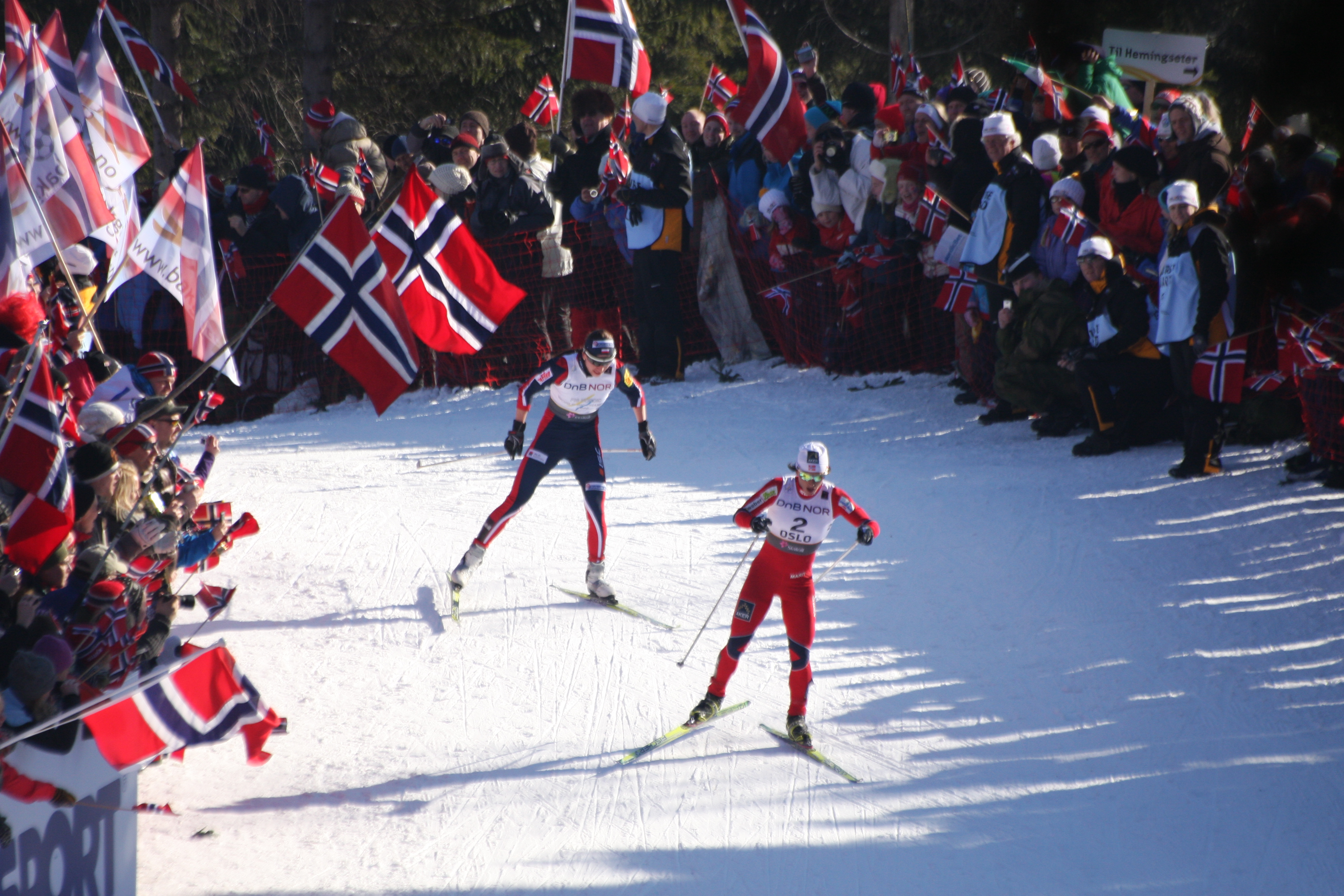
Marit Bjørgen und Justyna Kowalczyk zur Hälfte des Rennens

Weltmeisterin 2009 (Freistil):  Justyna Kowalczyk
Olympiasiegerin 2010 (klassisch):  Justyna Kowalczyk
Datum: 5. März 2011

### 4 × 5-km-Staffel
| Platz | Land        | Sportler                                                                      | Zeit        |
| ----- | ----------- | ----------------------------------------------------------------------------- | ----------- |
| 1     | Norwegen    | Vibeke Skofterud Therese Johaug Kristin Størmer Steira Marit Bjørgen          | 53:30,0 min |
| 2     | Schweden    | Ida Ingemarsdotter Anna Haag Britta Johansson Norgren Charlotte Kalla         | +36,1 s     |
| 3     | Finnland    | Pirjo Muranen Aino-Kaisa Saarinen Riitta-Liisa Roponen Krista Lähteenmäki     | +59,8 s     |
| 4     | Italien     | Marianna Longa Antonella Confortola Wyatt Silvia Rupil Arianna Follis         | +1:26,1 min |
| 5     | Deutschland | Stefanie Böhler Katrin Zeller Evi Sachenbacher-Stehle Nicole Fessel           | +1:41,8 min |
| 6     | Russland    | Walentina Nowikowa Alija Iksanowa Julija Tschekaljowa Olga Michailowa         | +2:15,4 min |
| 7     | Slowenien   | Anja Eržen Petra Majdič Vesna Fabjan Barbara Jezeršek                         | +2:23,0 min |
| 8     | Polen       | Ewelina Marcisz Justyna Kowalczyk Paulina Maciuszek Agnieszka Szymańczak      | +2:49,2 min |
| 9     | USA         | Kikkan Randall Holly Brooks Elizabeth Stephen Jessie Diggins                  | +2:54,7 min |
| 10    | Japan       | Madoka Natsumi Masako Ishida Yuki Kobayashi Michiko Kashiwabara               | +2:55,8 min |
| 11    | Kasachstan  | Jelena Kolomina Oxana Jazkaja Tatjana Roschina Swetlana Malachowa-Schischkina | +3:01,2 min |
| 12    | Ukraine     | Kateryna Hryhorenko Lada Nesterenko Walentyna Schewtschenko Maryna Anzybor    | +3:22,6 min |
| 13    | Frankreich  | Aurore Jéan Laure Barthélémy Célia Bourgeois Émilie Vina                      | +3:23,2 min |
| 14    | Kanada      | Daria Gaiazova Perianne Jones Chandra Crawford Brooke Gosling                 | +4:49,2 min |

Weltmeisterinnen 2009:  Finnland (Pirjo Muranen, Virpi Kuitunen, Riitta-Liisa Roponen, Aino-Kaisa Saarinen)

Olympiasiegerinnen 2010:  Norwegen (Vibeke Skofterud, Therese Johaug, Kristin Størmer Steira, Marit Bjørgen)
Datum: 3. März 2011

## Resultate Skispringen Männer
Detaillierte Ergebnisse

### Einzel (Normalschanze)
| Platz | Sportler              | Weiten [m]     | Punkte |
| ----- | --------------------- | -------------- | ------ |
| 1     | Thomas Morgenstern    | 101,5 / 107,0  | 269,2  |
| 2     | Andreas Kofler        | 099,5 / 105,0  | 260,1  |
| 3     | Adam Małysz           | 097,5 / 102,0  | 252,2  |
| 4     | Simon Ammann          | 097,5 / 101,5  | 247,6  |
| 5     | Tom Hilde             | 094,0 / 101,5  | 244,8  |
| 6     | Kamil Stoch           | 094,0 / 101,0  | 240,5  |
| 7     | Severin Freund        | 095,5 / 100,0  | 239,2  |
| 8     | Gregor Schlierenzauer | 093,5 / 098,0  | 235,2  |
| 9     | Anders Bardal         | 097,0 / 098,5  | 232,6  |
| 10    | Anssi Koivuranta      | 098,5 / 094,0  | 231,9  |
| 11    | Michael Uhrmann       | 093,5 / 099,5  | 231,2  |
| …     | …                     | …              | …      |
| 14    | Martin Schmitt        | 093,5 / 097,5  | 229,4  |
| 21    | Martin Koch           | 090,0 / 097,5  | 222,4  |
| 29    | Andreas Küttel        | 091,5 / 093,5  | 211,4  |
| 37    | Wolfgang Loitzl       | 086,0 / 00---0 | 093,2  |
| 43    | Pascal Egloff         | 086,5 / 00---0 | 087,8  |
| 44    | Pascal Bodmer         | 084,5 / 00---0 | 087,6  |
| 45    | Marco Grigoli         | 086,5 / 00---0 | 087,3  |

Weltmeister 2009:  Wolfgang Loitzl
Olympiasieger 2010:  Simon Ammann
Datum: 26. Februar 2011, 15:00 Uhr
Das Resultat der ersten Drei veränderte sich nach dem ersten Durchgang nicht mehr. Nur die ersten dreißig Springer qualifizierten sich für den zweiten Durchgang.
Die wichtigsten übrigen Weiten / sonstige Daten: 13. Daiki Itō (JPN) 229,9 (92,5 / 98,0); 15. Anders Jacobsen (NOR) 229,0 (92,5 / 99,0); 17. Peter Prevc (SLO) 224,6 (94,0 / 95,0), 20. Janne Ahonen (FIN) 223,0 (96,0 / 94,0); 21. Jakub Janda (CZE) 222,4 (91,0 / 96,5); 26. Noriaki Kasai (JPN) 215,7 (93,5 / 92,5); 38. Matti Hautamäki (FIN) 91.7 (84,5); 46. Johan Remen Evensen (NOR) 85,1 (90,0; der Weltrekordhalter stürzte).

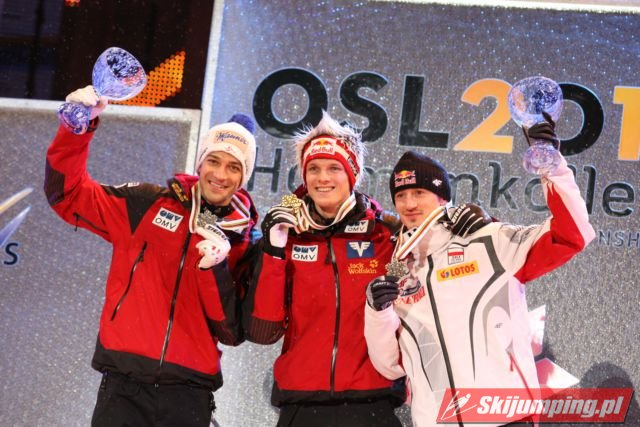
Die Medaillengewinner im Springen von der Normalschanze (v. l. n. r.): Andreas Kofler, Thomas Morgenstern, Adam Małysz

### Einzel (Großschanze)

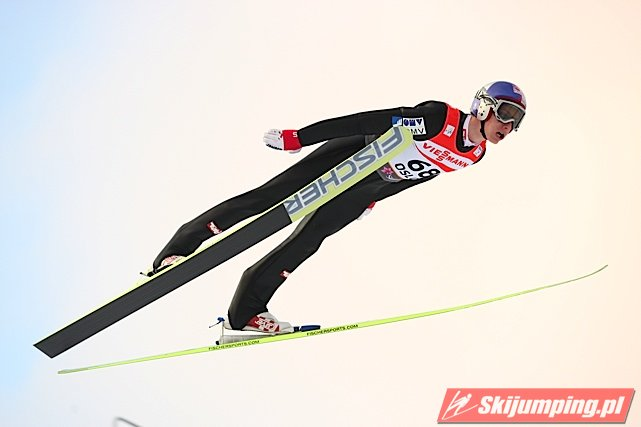
Weltmeister Gregor Schlierenzauer

| Platz | Sportler              | Weiten [m]     | Punkte |
| ----- | --------------------- | -------------- | ------ |
| 1     | Gregor Schlierenzauer | 130,0 / 134,5  | 277,5  |
| 2     | Thomas Morgenstern    | 133,0 / 131,0  | 277,2  |
| 3     | Simon Ammann          | 129,5 / 134,5  | 274,3  |
| 4     | Andreas Kofler        | 129,5 / 134,0  | 269,6  |
| 5     | Matti Hautamäki       | 134,5 / 129,0  | 266,2  |
| 6     | Michael Uhrmann       | 133,0 / 129,0  | 264,0  |
| 7     | Anders Bardal         | 133,5 / 125,0  | 263,8  |
| 8     | Martin Koch           | 130,0 / 129,5  | 262,3  |
| 9     | Anders Jacobsen       | 134,0 / 123,0  | 260,7  |
| 10    | Tom Hilde             | 133,5 / 128,5  | 259,0  |
| …     | …                     |                |        |
| 12    | Severin Freund        | 129,5 / 126,0  | 255,2  |
| 15    | Richard Freitag       | 129,5 / 123,5  | 244,7  |
| 16    | Martin Schmitt        | 116,0 / 128,5  | 242,8  |
| 43    | Andreas Küttel        | 112,0 / 00---0 | 091,5  |
| 45    | Marco Grigoli         | 109,5 / 00---0 | 089,7  |

Weltmeister 2009:  Andreas Küttel
Olympiasieger 2010:  Simon Ammann
Datum: 2. März 2011 (Qualifikation & Finale)
Nach dem ersten Durchgang lag Thomas Morgenstern in Führung und schien damit – nach dem Sieg auf der Normalschanze – auch hier den Sieg holen zu können. Auf den weiteren Medaillenplätzen waren Anders Jacobsen und Anders Bardal platziert. Gregor Schlierenzauer lag auf Rang vier, Simon Ammann auf Rang acht. Im zweiten Durchgang änderte sich die Reihenfolge allerdings noch einmal gewaltig. Wie im Wettbewerb auf der Normalschanze erreichten nur die besten dreißig Springer den zweiten Durchgang.

### Team (Normalschanze)
| Platz | Land        | Sportler                                                            | Punkte |
| ----- | ----------- | ------------------------------------------------------------------- | ------ |
| 1     | Österreich  | Gregor Schlierenzauer Martin Koch Andreas Kofler Thomas Morgenstern | 1025,5 |
| 2     | Norwegen    | Anders Jacobsen Bjørn Einar Romøren Anders Bardal Tom Hilde         | 1000,5 |
| 3     | Deutschland | Martin Schmitt Michael Neumayer Michael Uhrmann Severin Freund      | 0968,2 |
| 4     | Polen       | Kamil Stoch Piotr Żyła Stefan Hula Adam Małysz                      | 0953,0 |
| 5     | Japan       | Fumihisa Yumoto Taku Takeuchi Noriaki Kasai Daiki Itō               | 0931,1 |
| 6     | Slowenien   | Mitja Mežnar Jernej Damjan Robert Kranjec Peter Prevc               | 0924,2 |
| 7     | Tschechien  | Borek Sedlák Roman Koudelka Jan Matura Jakub Janda                  | 0917,9 |
| 8     | Finnland    | Anssi Koivuranta Olli Muotka Janne Ahonen Matti Hautamäki           | 0900,5 |
| 9     | Russland    | Pawel Karelin Denis Kornilow Ilja Rosljakow Dmitri Wassiljew        | 0444,8 |
| 10    | Schweiz     | Pascal Egloff Andreas Küttel Marco Grigoli Simon Ammann             | 0418,2 |

Ein Teamspringen von der Normalschanze stand weder bei den Weltmeisterschaften 2009 noch bei den Olympischen Winterspielen 2010 auf dem Programm.
Datum: 28. Februar 2011
Nach 2001 und 2005 wurde erst zum dritten Mal ein Teamspringen von der Normalschanze ausgetragen. Österreich gewann alle drei Konkurrenzen.
```
Daten der Medaillengewinner:
Rang 1 Österreich 1025,5 (Schlierenzauer 249,9 105,0/103,0; Koch 258,8 105,5/102,0; Kofler 254,7 105,0/103,5; Morgenstern 262,1 105,0/108,0)
Rang 2 Norwegen 1000,5 (Jacobsen 252,5 103,5/102,5; Romøren 242,5 101,5/100,5; Bardal 255,9 105,5/101,0; Hilde 249,6 102,5/102,5)
Rang 3 Deutschland 968,2 (Schmitt 249,3 104,5/104,0; Neumayer 234,3 101,0/99,5; Uhrmann 243,7 102,0/102,5; Freund 240,9 105,0/105,5; Schlussspringer Freund stürzte, doch es reichte immer noch zu einer Medaille.)
```

```
Stand nach dem ersten Durchgang: 1. Österreich 525,4; 2. Norwegen 514,7; 3. Deutschland 502,7; 4. Polen 476,4; 5. Tschechien 468,3; 6. Japan 467,5; 7. Slowenien 455,1; 8. Finnland 446,8.
```

```
Nicht für das Finale qualifiziert: 9. Russland 444,8; 10. Schweiz (
Pascal Egloff
 87,6 87,0; 
Andreas Küttel
 104,5 93,5; 
Marco Grigoli
 101,5 92,5; 
Simon Ammann
 124,6 101,0) 418,2; 11. Italien 417,8; 12. Kasachstan 366,2.
```

```
Beste Einzelergebnisse: 1. Morgenstern 262,1 (105,0/108,0); 2. Koch 258,8 (105,5/102,0); 3. Hautamäki 257,8 (102,5/108,0).

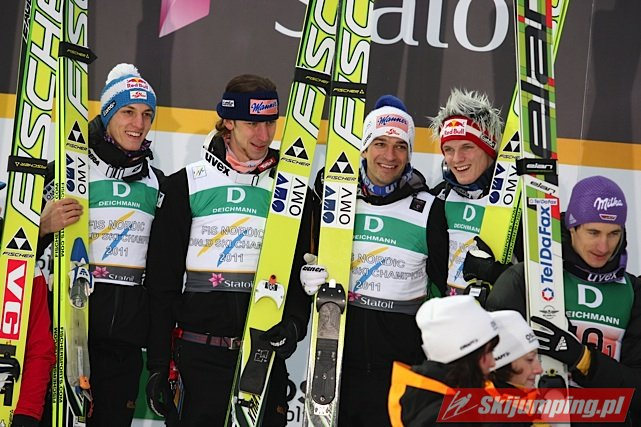
Österreichs siegreiches WM-Team (v. l. n. r.): Gregor Schlierenzauer, Andreas Kofler, Thomas Morgenstern, Martin Koch

```

### Team (Großschanze)
| Platz | Land        | Sportler                                                            | Punkte |
| ----- | ----------- | ------------------------------------------------------------------- | ------ |
| 1     | Österreich  | Gregor Schlierenzauer Martin Koch Andreas Kofler Thomas Morgenstern | 500,0  |
| 2     | Norwegen    | Anders Jacobsen Johan Remen Evensen Anders Bardal Tom Hilde         | 456,4  |
| 3     | Slowenien   | Peter Prevc Jurij Tepeš Jernej Damjan Robert Kranjec                | 452,6  |
| 4     | Deutschland | Martin Schmitt Richard Freitag Severin Freund Michael Uhrmann       | 451,9  |
| 5     | Polen       | Kamil Stoch Piotr Żyła Stefan Hula Adam Małysz                      | 435,6  |
| 6     | Japan       | Taku Takeuchi Fumihisa Yumoto Noriaki Kasai Daiki Itō               | 410,7  |
| 7     | Finnland    | Matti Hautamäki Olli Muotka Anssi Koivuranta Janne Ahonen           | 408,3  |
| 8     | Tschechien  | Jakub Janda Lukáš Hlava Jan Matura Roman Koudelka                   | 387,7  |
| 9     | Russland    | Pawel Karelin Denis Kornilow Ilja Rosljakow Dmitri Wassiljew        | 285,5  |
| 10    | Kasachstan  | Alexei Koroljow Jewgeni Ljowkin Nikolai Karpenko Radik Schaparow    | 265,2  |

Weltmeister 2009:  Österreich (Wolfgang Loitzl, Martin Koch, Thomas Morgenstern, Gregor Schlierenzauer)

Olympiasieger 2010:  Österreich (Wolfgang Loitzl, Andreas Kofler, Thomas Morgenstern, Gregor Schlierenzauer)
Datum: 5. März 2011
Der zweite Durchgang wurde windbedingt abgesagt und der Stand nach dem ersten Durchgang wurde gewertet.
Andreas Kofler verbesserte seinen eigenen Schanzenrekord von 139,5 auf 141,0 Meter.
Österreich gewann nach 2005, 2007 und 2009 bereits zum vierten Mal in Folge diesen Wettbewerb.
Zwar brachte Gregor Schlierenzauer die Österreicher in Führung, jedoch lag nach der zweiten Gruppe Deutschland vorn, und auch nach Koflers Schanzenrekord gab es einen Vorsprung von Deutschland mit 361 Punkten vor Österreich mit 359 Punkten. Es folgten Norwegen (331,0), Polen (312,4) und Slowenien (312,0). Der slowenische Schlussspringer Robert Kranjec legte einen 136-Meter-Sprung vor, der eine hohe Jurybewertung erhielt; Der Pole Adam Małysz blieb mit 135,5 Meter zwar weitenmäßig kaum zurück, erhielt aber schlechtere Haltungsnoten, vor allem aber einen höheren Windpunkteabzug (18,2 gegenüber 5,2). Norwegens Tom Hilde erreichte 127,5 Meter; dem Deutschen Michael Uhrmann gelangen allerdings nur 110 Meter. Nach dem Sprung von Thomas Morgenstern auf 140,5 Meter fiel Deutschland auf Rang vier mit 0,7 Punkten Rückstand auf die Drittplatzierten Slowenen zurück.
```
Die statistischen Details der ersten vier Nationen:
Österreich (Schlierenzauer 120,0/125,5 m; Koch 106,8/118,5; Kofler 132,2/141; Morgenstern 141,0/140,5) 500,0.
Norwegen (Jacobsen 107,1/120,5; Evensen 104,0/119,0; Bardal 119,9/127,5; Hilde 125,4/127,5) 456,4.
Slowenien (Prevc 87,9/109,0; Tepeš 106,9/120,0; Damjan 117,2/127,5; Kranjec 140,6/136,0) 452,6.
Deutschland (Schmitt 108.2/124,5; Freitag 128,0/132,0; Freund 124,8/124,0; Uhrmann 90,9/110,0) 451,9.
```

## Resultat Skispringen Frauen
Detaillierte Ergebnisse

### Einzel (Normalschanze)
| Platz | Sportlerin                 | Weiten [m]   | Punkte |
| ----- | -------------------------- | ------------ | ------ |
| 1     | Daniela Iraschko           | 97,0 / 97,0  | 231,7  |
| 2     | Elena Runggaldier          | 97,5 / 93,5  | 218,9  |
| 3     | Coline Mattel              | 92,0 / 97,0  | 211,5  |
| 4     | Eva Logar                  | 91,0 / 88,5  | 197,9  |
| 5     | Maja Vtič                  | 88,5 / 97,0  | 196,0  |
| 6     | Sara Takanashi             | 92,0 / 93,0  | 195,0  |
| 7     | Ayumi Watase               | 89,0 / 93,0  | 192,8  |
| 8     | Evelyn Insam               | 94,5 / 87,5  | 188,1  |
| 9     | Melanie Faißt              | 88,0 / 92,0  | 185,1  |
| 10    | Line Jahr                  | 89,5 / 84,5  | 181,3  |
|       |                            |              |        |
| 19    | Ulrike Gräßler             | 94,0 / 79,5  | 171,4  |
| 25    | Sabrina Windmüller         | 83,5 / 81,5  | 155,1  |
|       |                            |              |        |
| 31    | Juliane Seyfarth           | 80,5 / 0---0 | 071,2  |
| 32    | Jacqueline Seifriedsberger | 78,0 / 0---0 | 071,1  |
| 35    | Anna Häfele                | 75,0 / 0---0 | 058,8  |

Weltmeisterin 2009:  Lindsey Van
bei den Olympischen Spielen 2010 noch nicht im Programm
Datum: 25. Februar 2011
```
Stand nach dem ersten Durchgang: 1. Iraschko 118,2; 2. Runggaldier 113,4; 3. Grässler 103,2; 4. Logar 102,7; 5. Mattel 98,8; weiters 10. Faißt 86,8; 25. Windmüller 78,6.
```

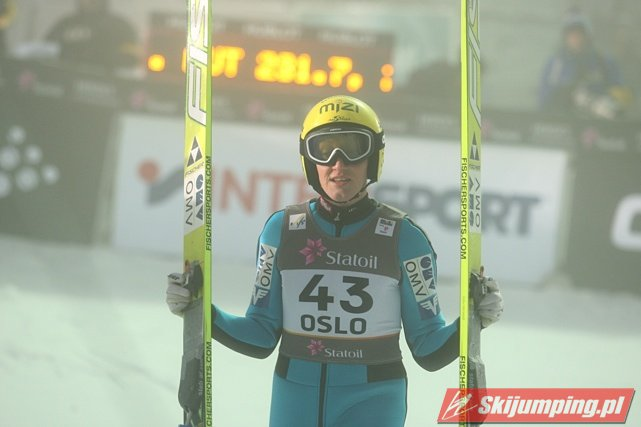
Daniela Iraschko wurde die zweite Weltmeisterin der Skisprunggeschichte

Die US-amerikanische Titelverteidigerin Lindsey Van qualifizierte sich als 34. (75 Meter; 61,4 Punkte) nach dem ersten Durchgang nicht für das Finale, das wie bei den Männern nur die ersten dreißig erreichten.
Somit gewannen die österreichischen Sportler alle Sprungbewerbe bei diesen Weltmeisterschaften.

## Resultate Nordische Kombination Männer

### Einzel (Normalschanze/10 km)
| Platz | Sportler          | Springen [Weite (m) / Punkte / Rückstand (min)] | Zeit / Rückstand |
| ----- | ----------------- | ----------------------------------------------- | ---------------- |
| 1     | Eric Frenzel      | 109,5 / 131,8 / 0:00                            | 025:19,2 min     |
| 2     | Tino Edelmann     | 103,0 / 120,9 / 0:44                            | +11,9 s          |
| 3     | Felix Gottwald    | 098,0 / 113,7 / 1:12                            | +18,4 s          |
| 4     | Johannes Rydzek   | 097,5 / 118,1 / 0:55                            | +22,9 s          |
| 5     | Akito Watabe      | 099,0 / 114,1 / 1:11                            | +25,5 s          |
| 6     | Mikko Kokslien    | 096,5 / 111,2 / 1:22                            | +29,6 s          |
| 7     | Bill Demong       | 093,0 / 105,1 / 1:47                            | +46,2 s          |
| 8     | Todd Lodwick      | 097,0 / 113,5 / 1:13                            | +46,9 s          |
| 9     | Håvard Klemetsen  | 104,0 / 127,1 / 0:19                            | +47,0 s          |
| 10    | Lukas Runggaldier | 104,0 / 112,6 / 1:17                            | +47,0 s          |
| ...   | ...               | …                                               | …                |
| 12    | David Kreiner     | 097,0 / 111,8 / 1:20                            | +58,8 s          |
| 13    | Wilhelm Denifl    | 096,5 / 113,3 / 1:14                            | +59,4 s          |
| 25    | Ronny Heer        | 092,0 / 101,3 / 2:02                            | +2:14,0 min      |
| 28    | Björn Kircheisen  | 095,0 / 106,8 / 1:40                            | +2:19,2 min      |
| 29    | Mario Stecher     | 098,0 / 112,5 / 1:17                            | +2:20,2 min      |
| 32    | Seppi Hurschler   | 086,0 / 088,7 / 2:52                            | +2:34,9 min      |

Weltmeister 2009:  Todd Lodwick
Olympiasieger 2010:  Jason Lamy Chappuis
Datum: 26. Februar 2011

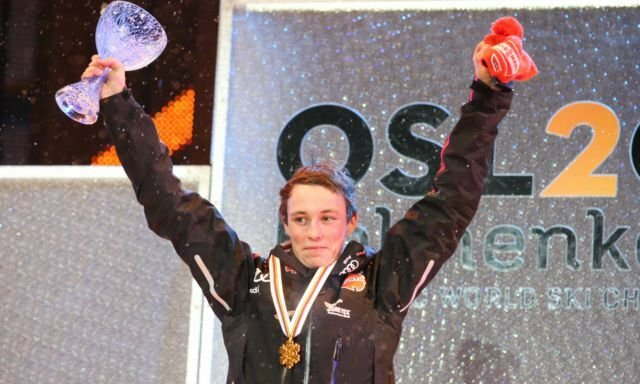
Eric Frenzel errang sein erstes WM-Gold

Zwischen  Todd Lodwick,  Lukas Runggaldier und  Håvard Klemetsen gab es eine Zielfotoentscheidung.
```
Weitere Platzierte: 14. 
Magnus Moan
 NOR +1:02,7; 15. 
Jason Lamy Chappuis
 FRA +1:03,3; 16. 
Maxime Laheurte
 FRA +1:04,9; 17. 
Alessandro Pittin
 ITA 1:31,3; 19. 
Johnny Spillane
 USA +1:32,3; 20. 
François Braud
 FRA +1:33,0; 21. 
Hannu Manninen
 FIN +1:44,6; 22. 
Bryan Fletcher
 USA +1:49,8; 27. 
Marjan Jelenko
 SLO +2:18,5; 30. 
Sébastien Lacroix
 FRA +2:27,0. 55 klassiert.
```

```
Springen: 1. Frenzel; 2. Klemetsen; 3. Lamy Chappuis 123,9/102,5 +0,32; 4. Laheurte 123,1/102,0 +0,35; 5. Braud 121,6/101,0 +0,41; 6. Edelmann; 7. Jelenko 119,2/102,0 +0,50; 8. Jan Schmid 119,1/100,5 +0,51; 9. Rydzek; 10. Bryan Fletcher 116,7/98,5 +1:00; …; 13. Watabe; 15. Gottwald; 16. Lodwick; 17. ex aequo Lacroix 113,3/98,5 und Denifl; 19. Runggaldier; 20. Stecher; 22. Kreiner; 23. Moan 111,4/97,5 +1:22; 24. Kokslien; 27. Kircheisen; 29. Demong; 30. Manninen 104,2/95,0 +1:50; 32. Heer; 34. Spillane 100,5/91,5 +2:05; 36. Pittin 98,8/92,0 +2:12; 48. Hurschler
```

```
10-km-Langlauf: 1. Demong 24:18,4; 2. Gottwald 24:25,6; 3. Kokslien 24:26,8; 4. Watabe 24:33,7: 5. Pittin 24:38,5; 6. Spillane 24:46,5; 7. ex aequo Edelmann und Rydzek 24.47,1; 9. Runggaldier 24:49,2; 10. Lodwick 24:53,1; 11. Kreiner 24:58,0; 12. Moan 24:59,9; 14. Hurschler 25:02,1; 16. Denifl 25:04,6; 18. Manninen 25:13,8; 19. Frenzel 25:19,2; 22. Heer 25:31,2; 26. Laheurte 25:49,1; 28. Lamy Chappuis 25:50,5; 30. Kircheisen 25:58,4; 31. Bryan Fletcher 26:09,0; 32. Braud 26:11,2; 33. Stecher 26:22,4; 36. Lacroix 26.32,2; 37. Jan Schmid 26:36,1; 40. Jelenko 26:47,7.
```

### Einzel (Großschanze/10 km)
| Platz | Sportler            | Springen [Weite (m) / Punkte / Rückstand (min)] | Zeit / Rückstand |
| ----- | ------------------- | ----------------------------------------------- | ---------------- |
| 1     | Jason Lamy Chappuis | 133,5 / 125,5 / 0:06                            | 025:31,6 min     |
| 2     | Johannes Rydzek     | 127,0 / 118,1 / 0:36                            | 0+6,7 s          |
| 3     | Eric Frenzel        | 126,5 / 117,1 / 0:40                            | 0+7,0 s          |
| 4     | Håvard Klemetsen    | 133,5 / 127,1 / 0:00                            | +37,6 s          |
| 5     | Todd Lodwick        | 123,0 / 109,2 / 1:12                            | +38,8 s          |
| 6     | Bill Demong         | 117,5 / 103,3 / 1:35                            | +49,3 s          |
| 7     | Tomáš Slavík        | 120,5 / 111,9 / 1:01                            | +51,9 s          |
| 8     | Lukas Runggaldier   | 121,5 / 106,0 / 1:24                            | +59,2 s          |
| 9     | François Braud      | 126,0 / 116,0 / 0:44                            | +1:02,7 min      |
| 10    | Mario Stecher       | 123,0 / 112,4 / 0,59                            | +1:08,3 min      |
| ...   | ...                 | …                                               | …                |
| 12    | David Kreiner       | 117,0 / 098,8 / 1:53                            | +1:14,6 min      |
| 15    | Tino Edelmann       | 125,0 / 113,4 / 0:55                            | +1:36,7 min      |
| 18    | Felix Gottwald      | 109,5 / 089,7 / 2:30                            | +1:41,8 min      |
| 19    | Wilhelm Denifl      | 131,0 / 123,7 / 0:14                            | +1:50,6 min      |
| 26    | Seppi Hurschler     | 108,5 / 087,1 / 2:40                            | +2:29,0 min      |
| 27    | Ronny Heer          | 113,0 / 099,3 / 1:51                            | +2:31,7 min      |
| 32    | Tim Hug             | 111,5 / 094,6 / 2:10                            | +3:12,0 min      |

Weltmeister 2009:  Bill Demong
Olympiasieger 2010:  Bill Demong
Datum: 2. März 2011
```

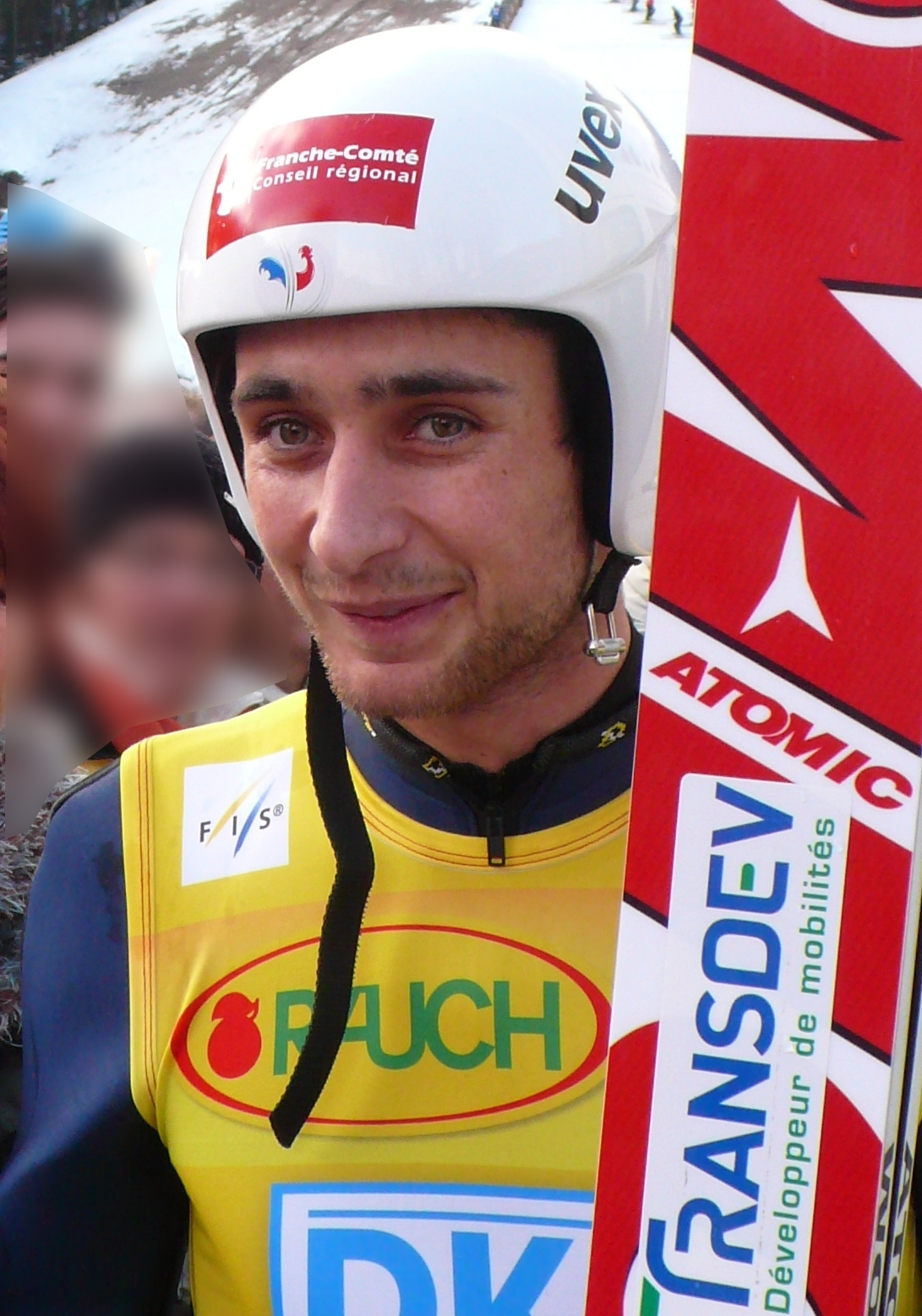
Jason Lamy Chappuis – Weltmeister im Wettkampf von der Großschanze

Weitere wichtige Platzierungen: 11. 
Mikko Kokslien
 NOR +1:12,9; 13. 
Akito Watabe
 JPN +1:18,8; 14. 
Jan Schmid
 NOR +1:28,0; 16. 
Hannu Manninen
 FIN +1:36,9; 21. 
Maxime Laheurte
 FRA +1:59,7; 22. 
Johnny Spillane
 USA +2:02,5; 24. 
Alessandro Pittin
 ITA +2:18,3; 31. 
Kaarel Nurmsalu
 EST +3:10.1; 38. 
Armin Bauer
 ITA +3:54,2. - 54 Klassierte.
```

```
Springen: 1. Klemetsen; 2. Lamy Chappuis; 3. Denifl; 4. Nurmsalu 122,3/127,5 +0,19; 5. Rydzek; 6. Frenzel; 7. Braud; 8. Edelmann; 9. Laheurte 113,0/122,0 m +0,56; 10. Stecher; 11. Slavík; 12. Lodwick; …; 15. Watabe 106,2/119,0 m +1:24; 16. Runggaldier; 17. Moan 105.7/123,5 m +1:26; 20. Demong; 24. Kircheisen 99,9/115.0 m +1:49; 25. Heer; 27. Kreiner; 30. Manninen 97,0/116,0 m +2:00; 33. Hug; 36. Spillane 92,7/110,5 m +2:18; 39. Gottwald; 40. Armin Bauer 89,4/107,5 m +2:31; 44. Hurschler; 49. Pittin 83.9/108,5 m +2:53.
```

```
10-km-Langlauf: 1. Gottwald 24:43,4; 2. Demong 24:45,9; 3. Kreiner 24:53,2; 4. Kokslien 24:56,5; 5. Pittin 24:56,9; 6. Lodwick 24:58,4; 7. Frenzel 24:58,6; 8. Rydzek 25:02,3; 9. Runggaldier ITA 25:06,8; 10. Manninen 25:08,5; 11. Spillane 25:16,1; 12. Hurschler 25:20,6; 13. Slavík 25:22,5; 14. Lamy Chappuis 25:25,6; 15. Watabe 25:26,4; 16. Jan Schmid 25:33,6; 17. Stecher 25:40,9; 20. Braud 25:50,3; 25. Klemetsen NOR 26:09,2; 26. Heer 26:12,3; 27. Edelmann 26:13,3; 31. Hug 26:33,6; 35. Bauer 26:54,8; 37. Denifl 27:08,2 - nicht zum Langlauf gestartet: 
Magnus Moan
, 
Björn Kircheisen
.
```

### Team (Normalschanze/4 × 5 km)
| Platz | Land        | Sportler                                                                  | Zeit / Rückstand |
| ----- | ----------- | ------------------------------------------------------------------------- | ---------------- |
| 1     | Österreich  | David Kreiner Bernhard Gruber Felix Gottwald Mario Stecher                | 048:07,8 min     |
| 2     | Deutschland | Johannes Rydzek Eric Frenzel Björn Kircheisen Tino Edelmann               | 0+0,4 s          |
| 3     | Norwegen    | Mikko Kokslien Håvard Klemetsen Jan Schmid Magnus Moan                    | +40,6 s          |
| 4     | USA         | Bill Demong Bryan Fletcher Johnny Spillane Todd Lodwick                   | +54,8 s          |
| 5     | Frankreich  | Maxime Laheurte Sébastien Lacroix François Braud Jason Lamy Chappuis      | +1:30,4 min      |
| 6     | Japan       | Norihito Kobayashi Akito Watabe Daito Takahashi Yūsuke Minato             | +2:03,0 min      |
| 7     | Finnland    | Hannu Manninen Janne Ryynänen Joni Karjalainen Eetu Vähäsöyrinki          | +3:09,5 min      |
| 8     | Slowenien   | Mitja Oranič Marjan Jelenko Jože Kamenik Gašper Berlot                    | +3:18,0 min      |
| 9     | Italien     | Giuseppe Michielli Lukas Runggaldier Alessandro Pittin Mattia Runggaldier | +3:51,4 min      |
| 10    | Tschechien  | Miroslav Dvořák Tomáš Slavík Aleš Vodseďálek Lukáš Havránek               | +4:28,2 min      |
| 11    | Russland    | Iwan Panin Nijas Nabejew Sergei Maslennikow Dmitri Matwejew               | +5:09,3 min      |
| 12    | Estland     | Kail Piho Han-Hendrik Piho Karl-August Tiirmaa Aldo Leetoja               | +5:42,2 min      |

Diese Disziplin war weder bei den Weltmeisterschaften 2009 noch bei den Olympischen Winterspielen 2010 im Wettkampfprogramm.
Datum: 28. Februar 2011
Österreich gewann nach dem vierten Platz im Springen noch Gold. Frankreich konnte zwar das Springen siegreich abschließen, fiel jedoch im Langlauf auf Platz fünf zurück. Deutschland und Norwegen lagen nach dem Springen auf den Rängen zwei und drei. Später kämpfte Deutschlands Schlussläufer Tino Edelmann um Gold, unterlag aber Mario Stecher im Zielsprint.
```
Stand nach dem Springen: 1. Frankreich 523,2 Punkte; 2. Deutschland 513,5/+0,13 s; 3. Norwegen 497,5/+0,34: 4. Österreich 486,6/+0,49; 5. USA 472,5/+1:08; 6. Slowenien 471,8/+1:09; 7. Finnland 448,6 /+1:39; 8. Japan 443,1/+1:47; 9. Tschechien 437,1/+1:55; 10. Russland 432,5/+2:01; 11. Estland 404,2 /+2:39; 12. Italien 394,9/+2:51.
```

```
Laufzeiten: 1. Österreich 47:18,8; 2. USA 47:54,6; 3. Deutschland 47.55,2; 4. Norwegen 48:14,4; 5. Japan 48:23,8; 6. Italien 49:08,2; 7. Frankreich 49:38,2; 8. Finnland 49.38,3; 9. Slowenien 50:16,8; 10. Tschechien 50:51,0; 11. Russland 51:16,1; 12. Estland 51.11,0.
```

### Team (Großschanze/4 × 5 km)
| Platz | Land        | Sportler                                                             | Zeit / Rückstand |
| ----- | ----------- | -------------------------------------------------------------------- | ---------------- |
| 1     | Österreich  | Bernhard Gruber David Kreiner Felix Gottwald Mario Stecher           | 047:12,3 min     |
| 2     | Deutschland | Johannes Rydzek Björn Kircheisen Eric Frenzel Tino Edelmann          | 0+0,1 s          |
| 3     | Norwegen    | Mikko Kokslien Håvard Klemetsen Jan Schmid Magnus Moan               | +40,6 s          |
| 4     | Frankreich  | Sébastien Lacroix Maxime Laheurte François Braud Jason Lamy Chappuis | +51,9 s          |
| 5     | Japan       | Akito Watabe Taihei Katō Yūsuke Minato Norihito Kobayashi            | +1:31,4 min      |
| 6     | USA         | Bill Demong Bryan Fletcher Johnny Spillane Todd Lodwick              | +1:44,0 min      |
| 7     | Italien     | Giuseppe Michielli Armin Bauer Lukas Runggaldier Alessandro Pittin   | +2:45,6 min      |
| 8     | Schweiz     | Ronny Heer Seppi Hurschler Tim Hug Tommy Schmid                      | +3:04,8 min      |
| 9     | Tschechien  | Miroslav Dvořák Tomáš Slavík Aleš Vodseďálek Pavel Churavý           | +3:05,2 min      |
| 10    | Slowenien   | Mitja Oranič Marjan Jelenko Jože Kamenik Gašper Berlot               | +4:01,8 min      |
| 11    | Russland    | Iwan Panin Dmitri Matwejew Nijas Nabejew Sergei Maslennikow          | +6:39,9 min      |
| DNF   | Estland     | Aldo Leetoja Kail Piho Karl-August Tiirmaa Kaarel Nurmsalu           | DNS              |

Weltmeister 2009:  Österreich (Bernhard Gruber, David Kreiner, Felix Gottwald, Mario Stecher)

Olympiasieger 2010:  Österreich (Bernhard Gruber, David Kreiner, Felix Gottwald, Mario Stecher)
Datum: 4. März 2011
Nach dem Springen von der Großschanze lag das Team Frankreichs noch vorne, wurde aber bereits früh im Rennen von den drei dahinterliegenden Nationen überholt. Auch der starke Schlussläufer Jason Lamy Chappuis konnte den Rückstand auf die drittplatzierten Norweger mit deren ebenfalls starken Magnus Moan nicht aufholen und verzichtete auf eine Schlussattacke. Wie bereits auf der Normalschanze kam es zum Schlussspurt zwischen dem Deutschen Tino Edelmann und Mario Stecher, den wieder der Österreicher knapp gewann.

Für Felix Gottwald war dies bereits die elfte Medaille bei Nordischen Skiweltmeisterschaften. Er löste damit Ronny Ackermann (zehn Medaillen) als erfolgreichsten WM-Medaillensammler im Kombinierer-Lager ab.
Die Staffel von Estland trat nach Platz neun im Springen nicht zur Lauf-Konkurrenz an.
```
Springen – Endstand: 1. FRA 515,0; 2. GER 491,1 / +0:32; 3. AUT 485,5 / +0:39; 4. NOR 474,8 / +0:54; 5. USA 467,3 / +1:04; 6. SLO 459,4 / +1:14; 7. CZE 450,3 / +1:26; 8. JAP 447,6 / +1:30; 9. EST 440,8 / +1:39; 10. ITA 437,7 / +1:43; 11. RUS 437,3 / +1:44; 12. SUI 425,4 / +1:59
```

```
Laufen: 1. Österreich 46:33,3; 2. Deutschland 46.40,2; 3. Norwegen 46:58,9; 4. Japan 47:13,7; 5. USA 47:52,3; 6. Frankreich 48:04,2; 7. Italien 48:14,9; 8. Schweiz 48:18,1; 9. Tschechien 48.51,5; 10. Slowenien 50:00,1; 11. Russland 52:08,2. Estland trat zum Langlauf nicht an.
```